# Seamus Heaney
Seamus Heaney   (Castledawson, 13 d'abril de 1939 - Dublín, 30 d'agost de 2013) Seamus Justin Heaney fou un poeta, escriptor i professor d'universitat irlandès, guardonat amb el Premi Nobel de Literatura l'any 1995.

## Biografia
Va néixer el 13 d'abril del 1939 a la població nord irlandesa de Castledawson, petita localitat del comtat de Derry, i era el més gran de nous germans. Va ser educat com a catòlic i nacionalista irlandès. Va iniciar els seus estudis a l'escola primària d'Anahorish, i posteriorment va aconseguir una beca per estudiar al St. Columb's College, un internat catòlic de Derry, on aprendria l'irlandès.
L'any 1957, va viatjar a Belfast per a estudiar llengua i literatura angleses a la Queen's University d'aquesta ciutat, on es va graduar l'any 1961 amb la nota més alta. Mentre es formava per esdevenir mestre al Joseph's Teacher Training College de Belfast, el van destinar a l'escola de St. Thomas, situada a l'oest de Belfast i on va conèixer Michael MacLaverty, el cap d'estudis del centre i escriptor que el va introduir en la poesia de Patrick Kavanagh. La primavera del 1962, després de contribuir amb diversos articles a les revistes locals, va cridar l'atenció de Philip Hobsbaum, professor d'anglès a la Queen's University, i que va crear un grup de poetes locals (per reproduir l'èxit que havia tingut amb el grup de Londres), cosa que va posar Heaney en contacte amb altres poetes de la ciutat, com Derek Mahon i Michael Longley.
L'any 1983, amb Brian Friel i Stephen Rea, funda l'editorial Field Day Publishing i el 1984 publiquen Station Island. Aquell mateix any, va ser escollit per a la Càtedra Boylston de retòrica i oratòria a la Universitat Harvard.
Morí el 30 d'agost del 2013 a Dublín, als setanta-quatre anys.

## Obra literària
L'agost de 1965, es va casar amb Marie Devlin, mestra d'escola d'Ardboe, al comtat de Tyrone i escriptora, que va publicar el 1994 Over Nine Waves, un recull de mites i llegendes tradicionals irlandesos. El seu primer llibre, Eleven Poems (Onze poemes), es va publicar el novembre del 1965 amb motiu d'una festa a la Queen's University. Un any després, l'editorial Faber and Faber va publicar el seu primer volum, titulat Death of a Naturalist (Mort d'un naturalista). Aquest recull va despertar l'aplaudiment de la crítica i va guanyar uns quants premis. Aquell mateix any va ser designat professor de literatura anglesa moderna a la Queen's University de Belfast.
Després d'un període com a professor convidat a la Universitat de Berkeley, a Califòrnia (EUA), va tornar a la Queen's el 1971. El 1972, va deixar aquesta feina i va exiliar-se a la República d'Irlanda, on va treballar de mestre al Carysfort College de Dublín. Aquell mateix any, es va publicar Wintering Out i, a partir d'aleshores, va oferir diversos recitals per tota Irlanda, Regne Unit i els Estats Units. Se'l va nomenar membre de l'Arts Council (Consell de les Arts) de la República d'Irlanda el 1974. El 1975, Heaney va publicar un quart recull, North. Va passar a ser cap del Departament d'Anglès al Carysfort College de Dublín el 1976 i, aquell mateix any, es va mudar amb tota la família a la capital irlandesa. El volum següent, Field Work, es va publicar el 1979.
Selected Poems and Preoccupations: Selected Prose va veure la llum el 1980. Un any després, va deixar Carysfort per fer de professor visitant a la Universitat Harvard i, el 1982, va rebre un doctorat honoris causa de la Queen's University de Belfast.
L'any 1989, va ser escollit professor de poesia a la Universitat d'Oxford, que va ocupar durant cinc anys. Durant tot aquest temps, dividí el seu temps entre Irlanda i els Estats Units. Va continuar fent lectures públiques, força concorregudes. Aquestes manifestacions eren tan esperades i es rebien amb tant d'interès que els que feien cua mostraven un entusiasme tal que van acabar rebent el motiu de «Heaneyboppers», com si fossin seguidors d'una estrella de rock.
El 1990, The Cure At Troy, una obra de teatre basada en la llegenda grega, va ser publicada i aclamada. El 1995, fou guardonat amb el Premi Nobel de Literatura «per les seves obres de bellesa lírica i profunditat ètica, que enalteixen els miracles de cada dia i el passat viu». L'any 1996, amb el recull The Spirit Level, va guanyar el Premi Whitbread al llibre de l'any, premi que repetiria el 1999 amb la retraducció del poema èpic Beowulf.
L'obra de Heaney sol tractar allò que s'anomena «local», és a dir, el seu entorn immediat i tot el que hi tingui a veure. Això vol dir, certament, Irlanda i, en concret, Irlanda del Nord. Es pot trobar alguna referència a la violència sectària, que va començar al mateix temps que la carrera literària del poeta, en molts dels seus poemes, fins i tot en treballs que, en la superfície, semblen tractar altres qüestions. Malgrat els viatges, gran part de la seva obra sembla ambientada en l'espai rural de Derry, l'escenari de la infantesa. Malgrat els problemes, l'obra de Heaney s'associa profundament amb les lliçons d'història, de vegades, incloent-hi àdhuc la prehistòria. Gran part de la seva producció tracta la història de la seva família i se centra en personatges de la seva pròpia família: com ell ha reconegut, es poden llegir com a elegies per a aquests parents.
Les influències de l'antiga llengua anglosaxona són també notables: els estudis d'aquestes llengües a la Universitat el va marcar clarament. De fet, ha portat a una certa revifalla en l'interès envers la poesia anglosaxona entre els poetes que recullen la influència de Heaney. També és l'autor d'assaigs i de dues obres de teatre. Els seus assaigs tenen el mèrit, segons sembla, d'haver iniciat la revisió crítica de Thomas Hardy. Les antologies (editades amb el seu amic Ted Hughes) preparades per Heaney, The Rattle Bag i The School Bag s'utilitzen tot sovint al Regne Unit i en altres països. A més de la seva obra original, ha publicat traduccions, per exemple, la molt valorada versió en vers del Beowulf (traduïda de l'antic anglès) o una versió de l'Antígona de Sòfocles que, amb el títol The Burial at Thebes, va publicar-se el 2004.
Es considera que exerceix una influència extraordinària en la poesia contemporània. Robert Lowell l'anomena «el poeta irlandès més important des de William Butler Yeats». Molts altres s'han fet ressò d'aquesta idea. I la influència no es limita a Irlanda, sinó que se sent en tot el món. Tanmateix, alguns crítics l'han atacat per no enfrontar-se d'una manera més resolta a la situació política a Irlanda del Nord.
En català, l'ha traduït el també poeta Francesc Parcerisas, La llanterna de l'arç (Barcelona: Península/Edicions 62, 1992). La versió de Llum elèctrica ve firmada per Pauline Ernest i Jaume Subirana (Barcelona: Edicions 62, 2004). El també català Dídac Pujol va traduir al castellà La linterna del espino, Parcerisas la selecció De la emoción a las palabras. Ensayos literarios (Barcelona: Anagrama, 1996), i Brian Hughes i Esteban Pujals, Antología poética (Alacant: Instituto de Cultura Juan Gil-Albert, 1993).